# Eduard Arkadyevich Asadov
Eduard Arkadyevich Asadov (tiếng Nga: Эдуард Аркадьевич Асадов; 7 tháng 9 năm 1923 – 21 tháng 4 năm 2004) là nhà thơ Nga – Xô Viết và Anh hùng Liên Xô.

## Tiểu sử
Asadov sinh ở nước cộng hòa Turkmenistan. Cả bố và mẹ đều là người Armenia và đều làm nghề dạy học. Năm 1929, sau khi bố mất, Asadov cùng mẹ chuyển về Sverdlovsk (miền Ural). Lên 8 tuổi ông đã biết làm thơ. Năm 1939 gia đình chuyển về Moskva và học ở trường phổ thông số 38, thành phố Moskva. Năm 1941 học xong phổ thông, Asadov tình nguyện tham gia quân đội, chiến đấu ở mặt trận bắc Kapkage và mặt trận Ukraina. Bị thương nặng ở Sevastopol, hậu quả là bị mù.
Năm 1946 Asadov vào học trường viết văn Maxim Gorky. Năm 1951 tốt nghiệp, xuất bản tập thơ đầu tiên Светлая дорога (Con đường sáng), được kết nạp vào Đảng Cộng sản Liên Xô và Hội Nhà văn Liên Xô. Thời gian sau đó, hầu như cứ vài ba năm lại in một tập thơ mới. Ngoài thơ ca, Asadov còn viết truyện và dịch thơ các nước trong Liên bang Xô Viết như Armenia, Gruzia, Kazakhstan, Uzbekistan... Trong những thời gian khác nhau ông cộng tác với nhiều tờ báo và tạp chí lớn như Литературной газете (báo Văn học), Огонёк (tạp chí Ngọn lửa nhỏ)...
Eduard Arkadyevich Asadov đặc biệt nổi tiếng với thơ trữ tình, thế hệ trẻ luôn coi ông là thần tượng của mình. Thơ trữ tình của Asadov được dịch nhiều sang tiếng Việt. Bản hiện tại của Nguyễn Viết Thắng gồm 50 bài.
Asadov mất ở Moskva năm 2004.

## Tác phẩm
- Светлая дорога (Con đường sáng, 1951)
- Снежный вечер (Buổi chiều tuyết, 1956)
- Солдаты вернулись с войны (Những người lính không trở về, 1957)
- Во имя большой любви (Vì một tình yêu lớn, 1962)
- Лирические страницы (Những trang thơ trữ tình, 1962)
- Во имя большой любви (Vì tình yêu, 1963)
- Я люблю навсегда (Tôi yêu mãi mãi, 1965)
- Остров романтики (Hòn đảo mộng mơ, 1969)
- Доброта (Lòng tốt, 1972)
- Ветра беспокойных лет (Gió của những năm tháng không yên, 1975)
- Годы мужества и любви (Những năm tháng của tình yêu và lòng dũng cảm, 1978)
- Сражаюсь, верую, люблю! (Tôi chiến đấu, tin và yêu!, 1983)
- Высокий долг (Nghĩa vụ cao cả, 1986)
- Судьбы и сердца (Những con tim và những số phận, 1990)
- Не проходите мимо любви (Đừng đi ngang qua tình yêu, thơ và truyện, 2000)
- Эдуард Асадов. Собрание сочинений в шести томах (Tuyển tập E. Asadov, 6 tập, 2003)
- Что такое счастье (Hạnh phúc là gì, 2005)
- У любви не бывает разлук (Tình yêu không có sự chia ly, 2006)
- Первое свидание (Cuộc gặp đầu tiên, 2006)